# ویلا دادا
ویلا دادا (به ایتالیایی: Villa d'Adda) یک کومونه در ایتالیا است که در استان برگامو واقع شده‌است.

## خصوصیات
ویلا دادا ۵٫۹۸ کیلومترمربع مساحت و ۴٬۷۵۴ نفر جمعیت دارد و ۲۸۶ متر بالاتر از سطح دریا واقع شده‌است.

## خواهرخوانده
شهر میان خواهرخواندهٔ ویلا دادا هست.